# ハルヴダン・ハラルズソン
ハルヴダン・ハラルズソンあるいは黒髪のハルヴダンはノルウェー王ハーラル1世と、ラーデのヤールであるハーコン・グリョートガルズソンの娘アーサの間の子。父親によって兄弟である白髪のハルヴダンと共にトロンデラーグの副王に封じられた。『ヘイムスクリングラ』の『ハラルド美髪王のサガ』によると、宴会の席で突然死し、義理の姉妹にあたるグンヒルドの命令によって毒がもられたのではないかとの噂が立った。